# Scopula subperlaria
Scopula subperlaria là một loài bướm đêm trong họ Geometridae.